# شهرستان ولز (ایندیانا)
شهرستان ولز، ایندیانا (به انگلیسی: Wells County, Indiana) شهرستانی در ایالات متحده آمریکا است که در ایندیانا واقع شده‌است.